# 缘毛马先蒿
缘毛马先蒿（学名：Pedicularis craspedotricha）是列当科马先蒿属的植物，为中国的特有植物。分布在中国大陆的甘肃、四川等地，生长于海拔3,400米至4,500米的地区，多生在高山草原中以及林下，目前尚未由人工引种栽培。